# Hornbetasjön
Hornbetasjön är en sjö i Gislaveds kommun och Tranemo kommun i Småland och ingår i Ätrans huvudavrinningsområde. Sjön är 13 meter djup, har en yta på 0,533 kvadratkilometer och är belägen 208 meter över havet. Sjön avvattnas av vattendraget Porsån (Kvarnatorpsån).

## Delavrinningsområde
Hornbetasjön ingår i det delavrinningsområde (635823-135244) som SMHI kallar för Inloppet i Gräsken. Avrinningsområdets medelhöjd är 202 meter över havet och ytan är 17,85 kvadratkilometer. Det finns inga delavrinningsområden uppströms utan avrinningsområdet är högsta punkten. Porsån (Kvarnatorpsån) som avvattnar avrinningsområdet har biflödesordning 3, vilket innebär att vattnet flödar genom totalt 3 vattendrag innan det når havet efter 130 kilometer. Delavrinningsområdet består mestadels av skog (81 procent). Avrinningsområdet har 1,52 kvadratkilometer vattenytor vilket ger det en sjöprocent på 8,5 procent.